# 白鳳菜
白鳳菜（学名：Gynura divaricata subsp. formosana），又名白紅菜，是菊科菊三七属的藥用植物，為臺灣特有種植物，分布在臺灣濱海地區，偶見於低海拔山區，以北部、東部、南部及 澎湖的砂礫海岸較為常見。

## 别名
白擔當、白廣菜、白鳳菊、長柄橙黃菊、臺灣土三七。

## 外型特徵
莖 ：莖呈平臥狀，斜升的莖高20-50 cm  
葉 ：葉厚，被毛，匙形或長橢圓形，先端鈍，葉基下延成葉柄，葉緣不規則裂片或琴狀羽裂  
花 ：頭花少數，具長總梗。花冠筒5裂，花柱伸出花冠筒，花柱分枝甚長 ，花期12月-3月 
果實：瘦果 ，褐色，冠毛白色

## 療效
清熱利尿，活血化瘀，涼血止血，舒筋活絡，解毒消腫。治感冒發熱，中暑腦炎，目赤腫痛，氣管炎，咳嗽，急性肝炎，慢性肝炎，肝硬化，肺癰，腎臟炎，腎盂炎，腸炎腹痛，高血壓，糖尿病，流鼻血，風濕骨痛。外用治創傷出血，跌打損傷，毒蟲螫傷。

## 食用禁忌
孕婦忌服，體質虛寒少服。

## 種植方法
在臺灣全年可生長，少有病蟲害，種植白鳳菜常用扦插法，將末端帶有數片嫩葉的莖，淺埋到土壤裡即可。